# Partido de Rescate Nacional de Camboya
El Partido de Rescate Nacional de Camboya (en jemer: គណបក្សសង្គ្រោះជាតិ; AFI: [kuə̯n paʔ sɑŋkruəh ciət]; literalmente: Partido para el Rescate de la Nación) o simplemente CNRP, fue un partido político camboyano de ideología centrista y liberal, y uno de los dos principales partidos políticos de Camboya, junto al Partido Popular (CPP). Tras las elecciones de 2013, aunque fracasó en obtener la victoria ante el partido dominante, logró obtener el monopolio de la oposición política al gobierno de Hun Sen, y arrebatarle al mismo 22 escaños, generando el peor resultado electoral para su competidor en una elección general.
Fue fundado en 2012 por una fusión del Partido Sam Rainsy y el Partido de los Derechos Humanos. El logotipo de la CNRP era el sol naciente.
El partido tenía sus bases en el restablecimiento de la libertad social, económica y política en el país, un aumento de los derechos humanos, institución de elecciones libres y justas, y la defensa de "la integridad nacional" de Camboya. Su lema oficial era "Rescatar, Servir, Proteger" (en jemer: សង្គ្រោះ បម្រើ ការពារ).
El líder del partido Kem Sokha fue arrestado en septiembre de 2017, luego de lo cual el partido estuvo en peligro de ser disuelto, supuestamente por formar parte de un complot extranjero para derrocar al primer ministro Sen. El caso fue escuchado por el Tribunal Supremo encabezado por el presidente del tribunal Dith Munty, miembro del comité permanente del CPP.
El 16 de noviembre de 2017, el Tribunal Supremo de Camboya resolvió en disolver el CNRP en una medida que Charles Santiago, presidente de ASEAN Parlamentarians for Human Rights, llamó "el último clavo en el ataúd para la democracia camboyana". Como resultado del fallo, todos los titulares de cargos del CNRP, incluidos 489 jefes de comuna y 55 parlamentarios, perderán sus puestos y sus escaños serán asignados a otros partidos. Además, a 118 altos oficiales del partido se les prohibió participar en la política durante cinco años. Aproximadamente la mitad de los exdiputados del partido, incluido su vicepresidente Mu Sochua, ya había huido de Camboya antes de octubre por miedo a ser arrestados por el partido gobernante. La disolución forzosa del partido, que permite al líder del CPP, Hun Sen, presentarse sin oposición en las elecciones de 2018, provocó la condena de parte de la comunidad internacional y llamaron a revertir la decisión del Tribunal.

## Plataforma del partido
El CNRP se guiaba por una "política de 7 puntos", que eran:
1. Una pensión de 40.000 riels o 10 US$ al mes para personas de 65 años o más.
2. Un salario mínimo de 600.000 riels o 150 US$ al mes para los trabajadores.
3. Un salario mínimo de 1.000.000 riels o 250 US$ al mes para los servidores públicos.
4. Garantía de los precios de los productos agrícolas (el precio más bajo del arroz es de 1.000 riels o 0.25 US$ por kilo) y de los mercados para el mismo.
5. Atención médica gratuita para los pobres.
6. Igualdad de oportunidades de los jóvenes para recibir una educación de calidad y tener empleo.
7. Bajar los precios del combustible, los fertilizantes, la electricidad y los intereses de los préstamos.

## Historia electoral

### Elecciones generales
|  | 28.53 % |

|  | 44.46 % |

### Elecciones comunales
| Año  | Alcaldes | +/– | Councejales | +/–  | Votos en total | Porcentaje       | Resultado      | Líder     |
| ---- | -------- | --- | ----------- | ---- | -------------- | ---------------- | -------------- | --------- |
| 2017 | 489/1646 | 449 | 5007/11 572 | 2052 | 3.056.824      | \| \| 43.83 % \| | Segunda fuerza | Kem Sokha |
|      | 43.83 %  |     |             |      |                |                  |                |           |

## Líderes del partido
| Nombre | Nombre     | Inicio                | Final                                      |
| ------ | ---------- | --------------------- | ------------------------------------------ |
|        | Sam Rainsy | 17 de julio de 2012   | 12 de febrero de 2017                      |
|        | Kem Sokha  | 12 de febrero de 2017 | 16 de noviembre de 2017 (Partido disuelto) |